# Frank Stanmore
Frank Stanmore (Londres, 10 de marzo de 1877 - Gravesend, 15 de agosto de 1943) fue un actor de cine británico. Conocido principalmente por Don Quixote (1933), Three Men in a Cart (1929) y The Only Way (1925), apareció en 76 películas entre 1914 y 1938.

## Filmografía seleccionada
- The Third String (1914)
- Love in a Wood (1915)
- The Mother of Dartmoor (1916)
- Mother Love (1916)
- The Grit of a Jew (1917)
- Judge Not (1920)
- The Wonderful Year (1921)
- Love's Boomerang (1922)
- The Spanish Jade (1922)
- A Rogue in Love (1922)
- Love, Life and Laughter (1923)
- The School for Scandal (1923)
- The Naked Man (1923)
- Squibs M.P.  (1923)
- Squibs' Honeymoon (1923)
- Lily of the Alley (1924)
- Her Redemption (1924)
- The Alley of Golden Hearts (1924)
- Reveille (1924)
- The Blackguard (1925)
- Satan's Sister (1925)
- Cats (1925)
- The Little People (1926)
- Blinkeyes (1926)
- The Only Way (1927)
- The Hellcat (1928)
- What Next? (1928)
- Houp La! (1928)
- Chamber of Horrors (1929)
- Wait and See (1929)
- Three Men in a Cart (1929)
- Little Miss London (1929)
- Red Pearls (1930)
- Leave It to Me (1930)
- You'd Be Surprised! (1930)
- The Great Gay Road (1931)
- Let's Love and Laugh (1931)
- The Old Man (1931)
- Lucky Girl (1932)
- Dora (1933)
- Don Quixote (1933)
- That's a Good Girl (1933)
- It's a Bet (1935)
- I Live Again (1936)